# Князья глуховские
Князья Глуховские — княжеский род, ветвь черниговских князей.

## Происхождение
Согласно Бархатной книге, родоначальником глуховских князей был Семён (Симеон) Михайлович, третий сын черниговского князя Михаила Всеволодовича Святого, унаследовав после гибели в 1246 году отца Глуховское княжество, которое образовалось после распада Черниговского княжества. Согласно тем же родословным, у Семёна был сын Роман, князь Новосильский и Одоевский.
Однако данная версия родословной имеет хронологические несоответствия. Роман Новосильский жил во второй половине XIV века — он упоминается в летописях в 1375 году. Соответственно он никак не мог быть сыном Семёна Михайловича. Объяснить это несоответствие попытался Н. Квашнин-Самарин. Он обратил внимание на то, что в так называемом Любецком синодике, который содержал перечень черниговских князей, упоминается князь Михаил и его сын Симеон (позиция 44 синодика). При этом этот Михаил не тождественен Михаилу Всеволодовичу Черниговскому — он упоминается отдельно. На основании этого, Квашнин-Самарин сделал вывод о том, что упомянутый Михаил является сыном известного по родословным Симеона Глуховского. И, соответственно, существовало 2 князя: Симеон Михайлович, сын Михаила Всеволодовича Черниговского, и Симеон Михайлович, внук предыдущего и, соответственно, Правнук Михаила Черниговского. Эту версию принял и другой исследователь Любецкого Синодика, Р. В. Зотов.

## История
О правлении самого Семёна, а также его сына Михаила, ничего не известно. Кроме сына Михаила, согласно исследованиям Зотова, сыном Семёна был новосильский князь Александр, который в январе 1326 года был казнён в Орде по приказу хана Узбека. Впервые это предположил исследователь истории Новосильского княжества Молчанов. Основанием для этой гипотезы послужило то, что Александр (№45 в Любецком синодике) записан рядом с Михаилом Глуховским (№44 в Любецком синодике). В том же Любецком синодике упоминаются рядом с Александром Новосильским князья Семён и Сергей Александровичи (последний с припиской «убиенный от татар»), а также князь Михаил Всеволодович. Первые двое по предположению Зотова были сыновьями Александра Новосильского. Михаил Всеволодович мог быть сыном устивского князя Всеволода, который упоминается в Елецком синодике.